# 塊矽鎂石
塊矽鎂石（英語：Norbergite）是一種岛硅酸盐礦物，分子式為 Mg3(SiO4)(F,OH)2。 它是矽鎂石組的成員。
它於 1926 年首次在標準產地瑞典 Västmanland Norberg 的 Östanmoss 鐵礦中被發現，並以此地命名  。 

### 產狀
塊矽鎂石產於碳酸鹽岩的接觸變質帶中，被含氟的深成岩或偉晶岩侵入。 伴生礦物包括白雲石、方解石、透閃石、鈣鋁榴石、矽灰石、鎂橄欖石、蒙脫石、螢石、螢石和金雲母。